# Gerrit Jan Legebeke
Gerardus Joannes (Gerrit Jan) Legebeke (Schokland, 1 april 1847 – Delft, 18 mei 1893) was een Nederlands wiskundige, en hoogleraar aan de Polytechnische School te Delft.

## Levensloop

### Jeugd, opleiding en eerste carrièrestappen
Legebeke was een zoon van Arnold Legebeke, hoofdonderwijzer te Schokland, en na 1859 in Kampen. Na de algehele ontruiming van Schokland in 1859, vanwege de voortdurende landafslag, vestigde de familie zich in Kampen.
Na enig meer uitgebreid lager onderwijs begon Legebeke in 1865, op 18-jarige leeftijd, als hulponderwijzer in Deventer. Aldaar volgde hij ook les in wis-, natuur-, en scheikunde aan de hogereburgerschool. In 1867 behaalde hij de MO-akte om wiskundeles te geven in het middelbaar onderwijs.
In 1867 werd Legebeke benoemd tot leraar aan de Rijks Hogere Burgerschool te Roermond, en enige jaren later in 's-Hertogenbosch. In zijn vrije tijd studeerde hij wis- en natuurkunde aan de Universiteit van Utrecht, waar hij in 1878 het doctorandus examen haalde. In 1878 werd hij leraar aan de Rijks Hogere Burgerschool te Utrecht. Het jaar erop, op 13 juni 1879, promoveerde hij tot doctor in de wis- en natuurkunde na verdediging van een proefschrift over de functie van Green.

### Hoogleraar in Delft en verdere werkzaamheden
Na nog drie jaar aan de HBS in Utrecht, kwam Legebeke in september 1881 naar de Polytechnische school te Delft. Het eerste half jaar gaf hij wiskundeles ter vervanging van Charles Mathieu Schols, die met ziekteverlof was. Op 23 februari 1882 volgde zijn benoeming tot hoogleraar in de wiskunde (analyse). Na het eervol ontslag in 1885 van professor George Frederik Willem Baehr werd hij in belast met het onderwijs in theoretische en toegepaste mechanica. Legebeke stond bekend als uitstekend docent. Volgens Heyrmans (1918) bezat hij "in hooge mate de gaaf, datgene, wat hij wist, helder en in uitstekenden vorm aan anderen mede te deelen. Hij was een vraagbaak voor allen."

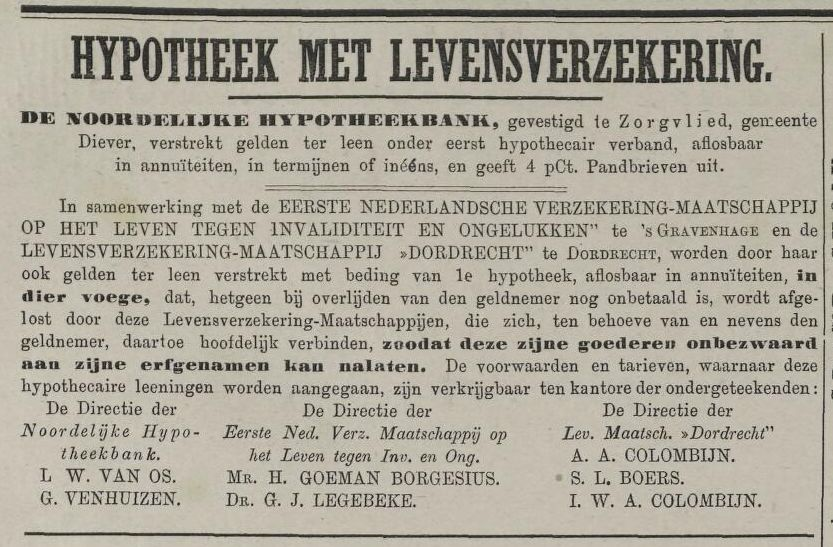
Advertentie uit 1889

Legebeke werd ook op andere vlakken actief. Sinds 1882 trad hij op als wiskundig adviseur van de toen juist opgerichte "Eerste Nederlandsche Verzekeringmaatschappij op het leven, tegen invaliditeit en ongelukken" te 's Gravenhage. Hij werd hierdoor tot expert op het gebied van dit verzekeringswezen. Rond 1889 was hij ook korte tijd een van de twee directeuren (zie afbeelding) van dit bedrijf, dat later is opgegaan in AEGON.
In 1888 vormen Legebeke en Willem Molengraaff, hoogleraar Handelsrecht aan de Rijksuniversiteit te Utrecht, een commissie die in opdracht van de Maatschappij tot Nut van 't Algemeen onderzoek doet naar de toestand en de werking van de begrafenis- en ziekenfondsen in Nederland. Het uitgebracht rapport maakt indruk tot in de regeringskringen. Op voordracht van minister Johannes Tak van Poortvliet werd in 1892 een staatscommissie benoemd tot voorbereiding der wettelijke regeling van begrafenisfondsen en soortgelijke instellingen. Aan Legebeke werd het voorzitterschap van deze commissie opgedragen, en hij had nog een aantal vergaderingen van de commissie geleid.

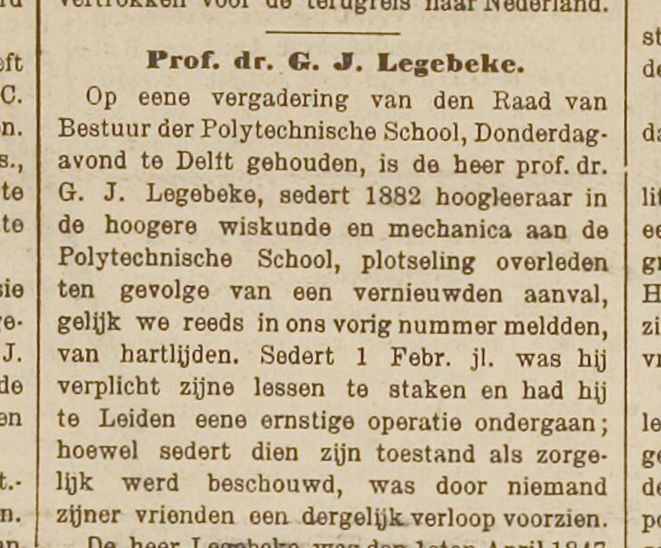
Levensbericht in Leidsch Dagblad, 23 mei 1893

In de laatste jaren van zijn leven was Legebeke ook adviseur van de Minister van Oorlog in zaken het pensioenfonds voor weduwen en wezen der officieren van de landmacht. Hij verstrekte ook talrijke adviezen aan menig gemeentebestuur, wat betreft het oprichten en/of hervormen van reeds vroeger opgerichte pensioenfondsen voor ambtenaren en werklieden, hun weduwen en wezen.
In 1892 was Legebeke onderscheiden als Ridder in de Orde van de Nederlandse Leeuw. Hij was lid consultant van de Bataafs Genootschap voor Proefondervindelijke Wijsbegeerte.
Legebeke overleed plotseling in een vergadering van de Raad van Bestuur van de Polytechnische school op 18 mei 1893.

## Werk

### De functie van Green, 1869
In de inleiding van zijn proefschrift Legebeke geeft de volgende schets van het ontwerp:
Het is bekend, dat George Green in het jaar 1828 uitgaf "An Essay on the Application of mathematical Analysis to the Theories of Electricity and Magnetism", waarin eene theorie van de potentiaal ontwikkeld werd, door Thomson en Tait terecht "die wundervollen Green'schen Theorie des Potentials" genoemd.
De verhandeling van Green bleef nagenoeg onbekend tot het jaar 1850, toen zij in Crelle's Journal für die Mathematik overgedrukt werd. Gedurende dien tussentijd werden vele resultaten, door Green reeds gevonden, op nieuw verkregen door Gauss, Chasles, Thomson en anderen.
Nu had Legebeke de volgende probleemstelling onderkend:
De beschouwingen van Green blijven steeds in vele opzichten merkwaardig en worden gedeeltelijk nog gevolgd in de leer van de potentiaal. Zoo treedt ook veelal de functie van Green op bij de afleiding der stelling: dat het altijd en slechts op eene wijze mogelijk is, over een gegeven oppervlak, massa zoodanig te verdeden, dat de potentiaal in ieder punt van dal oppervlak eene gegeven waarde aanneemt. Die functie bewijst bij het betoog eenigen dienst, en verdwijnt later geheel; eene uitzondering is het dat haar vorm voor een bijzonder geval nader bepaald wordt, zooals o. a. bij Riemann. Dat plotseling optreden en even spoedig verdwijnen wekt terecht eenige verwondering en gaf mij aanleiding tot een nauwkeuriger onderzoek van genoemde functie.
De bovenvermelde stelling leidde Green af door gebruik te maken van de naar hem genoemde functie. Green's betoog is echter niet geheel wiskundig en staat in zooverre beneden het zuiver analytische bewijs, dat Dirichlet later gaf. Ook Gauss deelde in zijne „Allgemeine Lehrsätze in Beziehung auf die im verkehrten Verhältnisse des Quadrats der Entfernung wirkenden Kralle" §) eene afleiding mede voor de genoemde stelling, welke boven die van Green is te stellen...
In dit betreffende proefschrift had Legebeke nu het volgende plan opgevat:
... Niettegenstaande dus twee wegen bekend zijn, om dezen „herrlichen Salz" te betoogen, vindt men nog gebruik gemaakt van de functie van Green — zoo o.a. door Clausius in zijne bekende potentiaal-leer — en met reden, want, zooals in het eerste hoofdstuk blijken zal, heeft hare invoering een eigenaardig voordeel. In dat hoofdstuk wordt nagegaan in welk verband de functie van Green staal lol de algemeene leer van de potentiaal, en de wijze waarop Green de genoemde "stelling afleidde, met die van Dirichlet vergeleken. De volgende hoofdstukken zijn gewijd aan de beschouwing van de functie op zich zelve en aan de wijze, waarop zij bepaald wordt....

### De Begrafenisfondsen in Nederland, 1891
Met het rapport De Begrafenisfondsen in Nederland gaven Legebeke en Willem Molengraaff een beschrijving van de toestand en de werking van de begrafenis- en ziekenfondsen in Nederland. Leonard Wolterbeek vatte de uitkomsten van dit werk vier jaar later bij een internationale bijeenkomst in Brussel als volgt samen:
The report, which bears evidence of great learning, discusses the position of the said societies in their legal and financial as well as their moral and social point of view, and enables one to appreciate much better than heretofore the great economical and moral importance of these institutions. It brings to light that no less than 423 societies insuring the cost of funerals, mutual associations of aid in case of illness and incapacity, associations of laborers and trade unions have been established in the Netherlands, with the object of supporting widows and orphans. The number of members of these associations amounts to at least 2,212,000, including children and infants. They possess an aggregate capital of five million dollars and have a yearly income of $1,800,000.
De belangrijkste uitkomst van dit rapport was volgens Leonard Wolterbeek het volgende citaat uit het rapport:
When carefully considering the preceding facts... one is satisfied that a most important social, more especially a popular, interest depends upon the organization and the prosperity of these institutions. For this reason the Legislature is not to attempt reforming these institutions after some pattern framed on theoretical grounds. The Legislature will have to abstain from imposing formalities which might, to a certain extent, impede the development of many mutual aid societies. On the contrary, it will have to devise such measures, and to use such means in its power, as are fit and likely to insure their solidity and to promote their prosperity, that these institutions may all the better answer the purpose their members had in view when establishing them.

## Publicaties
- Legebeke, Gerhardus Joannes. De functie van Green. Beijers, 1879.
- De Begrafenisfondsen in Nederland. Rapport uitgebracht door de comm. v. onderzoek bestaande uit de heeren W.L.P.A. Molengraaff, G.J. Legebeke en J.L. Huisinga. Uitgeg. door de Mij. tot nut v. 't Algemeen (Ouderkerk 1891), 80.;
- Legebeke, Dr GJ. "Prof. Polytechnic College, Delft."

Artikelen, een selectie:
- G.J. Legebeke. "Quelques propriétés générales d'une couche matérielle qui a le même potentiel qu'une masse donnée", in: Archives Néerland, 1880: 113-123
- G.J. Legebeke. "Ueber einen allgemeinen Satz von R. Clausius in Bezug auf elektrische Influenz", in: Annalen der Physik und Chemie. (2) X. 154-158
- Legebeke, G.L. "Sur propriété des racines d'une équation dérivée", in: Archives Néerland 16 (1881): 271-278.
- Legebeke, G.L. "Formule générale relative à l’électrisation par influence de Clausius", in: Journal de Mathématiques Pures et Appliquées (X), 1884.